# Dubyaea glaucescens
Dubyaea glaucescens là một loài thực vật có hoa trong họ Cúc. Loài này được Stebbins mô tả khoa học đầu tiên năm 1940.